# 김기성 (아이스하키 선수)
김기성(金基聖, 1985년 5월 14일~)은 대한민국의 아이스하키 선수, 지도자로 포지션은 레프트윙이다. 선수 시절 아시아리그 아이스하키의 안양 한라 소속으로 뛰었으며 리그 우승 6회 달성했다. 또한 대한민국 국가대표팀의 일원으로 2018년 동계 올림픽에 참가했고 세계 아이스하키 선수권 대회에 17회 참가했다.
현재 안양 한라의 코치로 활동하고 있다. 

## 개인사
동생인 김상욱도 안양 한라의 공격수로 활동하는 아이스하키 선수이다.